# 隼人が来る
『隼人が来る』（はやとがくる）は、フジテレビ系列にて1972年10月5日から1973年3月29日まで毎週木曜夜8時からの1時間枠で放映された高橋英樹主演の連続テレビ時代劇。全25回。

## 概要
享保年間、8代将軍・徳川吉宗より「諸国見廻役」の任を受けた花吹雪抜刀流の使い手である旗本・秋月隼人（高橋英樹）が浪人姿に身をやつし、河童の喜八（左とん平）を相棒に、諸国を隠密のうちに巡りながら諸藩の内に巣食う悪を懲らしめる。

## キャスト
- 秋月隼人 … 高橋英樹
- 河童の喜八 … 左とん平

## スタッフ
- 企画：白川文造、垣内健二、渡辺洋一
- プロデューサー：佐藤雅夫、杉本直幸、今井行雄
- 脚本：結束信二、宮川一郎、飛鳥ひろし、高岩肇、野上龍雄、山田隆之、掛札昌裕、松山威、茶木克彰、松村正温、蘇武路夫、野波静雄、高橋稔
- 監督：田中徳三、工藤栄一、松尾正武、原田隆司、荒井美三雄、斎藤武市
- 音楽：山下毅雄
- ナレーター：納谷悟朗
- 撮影：わし尾元也、国定玖仁男、古谷伸、増田敏雄、木村誠司
- 照明：鈴木静雄、若木得二、北口光三郎、井上孝二、上田輝夫、林春海、増田悦章
- 録音：橋本省治、堀場一朗、中山茂二、渡部芳丈、野津裕男、田中峯生、東城絹児郎
- 美術：雨森義允、竹川輝夫、園田一佳、寺島孝男、富田治郎
- 助監督：河村満和、萩原将司、上田春夫、尾田耕太郎、髙倉祐二
- 記録：森村幸子、辻敬子、黒川京子、長岡君枝
- 編集：玉木濬夫、市田勇、鳥居勉
- 企画助手：今川行雄
- 衣裳：森護、山崎武、松本俊和、佐々木常久、上野徳三郎
- 美粧結髪：東和美粧
- 装置：稲田源兵衛、和泉隆幸、三浦公久、前川宗太郎、曽根美装
- 装飾：野路昇、渡辺源三、清水悦夫、西田忠男、草川景
- 擬斗：土井淳之祐（東映剣会）
- 邦楽監修：中本敏生
- 演技事務：西秋節生、森村英次、伊駒実麿、川高敏夫
- 進行主任：伊藤彰将、真沢洋士、俵坂孝宏、大岸誠、丸本晃
- 現像：東洋現像所
- 制作：フジテレビ、東映

## 放映リスト（サブタイトルリスト）
| 話数 | サブタイトル        | 放送日         | 脚本                | 監督       | ゲスト出演者 |
| ---- | ------------------- | -------------- | ------------------- | ---------- | --- |
| 1    | 殴り込み獅子ヶ原    | 1972年 10月5日 | 結束信二            | 田中徳三   | 大信田礼子(夏代)、沢井桂子(千尋)、戸浦六宏(安田孫兵衛)、吉田義夫(与太夫)、小池修一(次郎丸)、高並功、浜伸二、大木晤郎、宇崎尚韶、久田雅臣、森源太郎、大月正太郎、藤原勝、片桐竜二、那須伸太朗、小田真士、村田玉郎、大城泰、池田謙治、山田良樹、坂東京三郎、ひろみどり、犬塚弘(親兵衛)、大木実(堀口大学) |
| 2    | 花吹雪抜刀流        | 10月12日       | 野上龍雄            | 田中徳三   | 大原麗子(キヨ)、南原宏治(犬神天鬼)、賀川雪絵(犬神美鬼)、田島義文(大沼修理)、大前均(犬神天忍)、阿波地大輔、橋本房枝、東映子、三枝啓子、疋田泰盛、藤川弘、畑中伶一、稲垣陽子、鳴海剣吾、林三恵、星野美恵子、宮城幸生、土橋勇、波多野博、有島淳平、佐藤允(犬神天吾)、山形勲(作爺)                         |
| 3    | 白頭巾参上          | 10月19日       | 宮川一郎            | 工藤栄一   | 内田良平(阿部丹波)、南利明(定七)、郷鍈治(斎藤弥十郎)、高品格(俵屋伊兵衛)、小田部通麿(中川善之助)、有馬昌彦、唐沢民賢、五十嵐義弘、有島淳平、山田良樹、峰蘭太郎、稲村理恵、富永佳代子、浜美枝(お新) |
| 4    | 上州の暴れん坊      | 10月26日       | 飛鳥ひろし          | 工藤栄一   | 永野裕紀子(お光)、名和宏(望月帯刀)、天本英世(梶村主水)、北村英三(又蔵)、美川陽一郎(戸田屋清左衛門)、島田元文(高杉哲之介)、玉川長太(金太)、入江慎也、平沢彰、八尋洋、友金敏雄、小峰一男、泉好太郎、前川良三、山下義明、河津清三郎(上州屋銀兵衛)、山本麟一(観音寺大五郎)、桜木健一(弥之吉)               |
| 5    | 鈴が鳴る時 人が死ぬ | 11月2日        | 山田隆之 ・高岩肇   | 工藤栄一   | 丘みつ子(おのぶ)、金田龍之介(安川の総五郎)、天津敏(岡崎刑部)、深江章喜(佐倉貞秋)、小栗一也(徳右衛門)、関根永二郎、宮城幸生、山田良樹、松本泰郎、平河正雄、遠山金次郎、桜町弘子(お勇)、近藤正臣(伊之吉)                                                                                                 |
| 6    | 黄金の沼            | 11月9日        | 宮川一郎            | 原田隆司   | 有川由紀(お小夜)、久里千春(お蓮)、渡辺文雄(金兵衛)、田口計(山岡重兵衛)、林彰太郎(立川)、長谷川弘、広瀬義宣、谷口完、畑中伶一、川谷拓三、宇崎尚韶、池田謙治、有田剛、山下義明、多々良純(源吉)、水原弘(浅野新八郎)                                                                                       |
| 7    | 謎のお浜御殿        | 11月23日       | 掛札昌裕            | 原田隆司   | 松原智恵子(おその)、入川保則(前田右京)、野々村潔(藤木源庵)、原田あけみ(清姫)、田中浩(二階堂一角)、関根永二郎(細川忠輝)、小島恵子、岡田千代、宮前ゆかり、笹木俊志、久田雅臣、森源太郎、江原真二郎(本田紀伊守)、大友柳太朗(前田土佐守)                                                                   |
| 8    | 帰って来た無法者    | 11月30日       | 宮川一郎            | 工藤栄一   | 八木孝子(お加代)、佐藤京一(不動坊の竜造)、伊吹聡太朗(軍十郎)、江波多寛児(新三)、太刀川寛(松吉)、鈴木康弘、中村錦司、任田順好、宮本曠二朗、久田尚美、宮島誠、前川良三、泉好太郎、奈辺悟、北村和夫(鬼殺しの源蔵)、辰巳柳太郎(善左衛門)                                                                   |
| 9    | びっくり捕物初手柄  | 12月7日        | 松山威・ 茶木克彰   | 田中徳三   | 悠木千帆(おとよ)、佐藤蛾次郎(安)、宮口二朗(小室主馬)、那智映美、熊谷武、宮城幸生、小田真士、白井孝史、片桐竜二、小池朝雄(蛇の鬼藤太)、睦五郎(館林軍太夫)、財津一郎(団九郎) |
| 10   | 姫君の脱出          | 12月14日       | 高岩肇              | 田中徳三   | 岡田可愛(鶴姫)、大辻しろ(俵竜之介)、安部徹(殿村勘解由)、葵三津子、大木晤郎、千葉敏郎、浜田雄史、武田正信、丘夏子、大河内宏太郎、矢奈木邦二朗、岩尾正隆、司京子、榊浩子、有島淳平、小峰一男、佐々木剛(戸田新一郎)                                                                                       |
| 11   | 嵐を呼ぶ密書        | 12月21日       | 松山威・ 茶木克彰   | 松尾正武   | 鳥居恵子(お絹)、白木万理(お蘭)、山岡徹也(藤坂刑部)、五十嵐義弘、伊達三郎、東光生、秋山勝俊、森章二、堀正夫、浜伸二、森源太郎、古閑達則、出水憲司、池田謙治、畑中伶一、春藤真澄、矢野幸男、江原政一、竹井雅文、渡辺憲悟、前川利江子、高橋富子                                                           |
| 12   | 人斬り子守唄        | 12月28日       | 宮川一郎            | 松尾正武   | 土田早苗(つる)、藤岡重慶(観音の重兵衛)、岩田直二(菊次郎)、小田部通麿(横川庄左衛門)、藤尾純、新屋英子、加地健太郎、城義光、鷲津直道、野村鬼笑、坂本香、宮村武子、長谷川明男(流れ星の宇之)、嵐寛寿郎(和尚)                                                                                               |
| 13   | 酔いどれ二刀流      | 1973年 1月4日  | 松村正温            | 田中徳三   | 珠めぐみ(雪江)、坂口徹(宇津木伊織)、須藤健(榊原丹後守)、楠本健二、沖ときお、山本修平、藤沢徹夫、疋田泰盛、稲村理恵、大城泰、和田昌也、坂本美智子、川奈良子、下野耕司、西内隆治、長門勇(磯田軍兵衛) |
| 14   | あばれ若君          | 1月11日        | 飛鳥ひろし          | 田中徳三   | 篠ヒロコ(綾)、川合伸旺(大村大学)、見明凡太郎(俵屋宗左ヱ門)、三角八郎、北村英三、谷口完、中村錦司、大月正太郎、阿波地大輔、唐沢民賢、榊浩子、島田秀雄、土橋勇、矢部義章、志乃原良子、遠山金次郎、村田玉郎、志茂山高也、坂東京三郎、森次浩司(大村純信)                                                   |
| 15   | 追われ者の掟        | 1月18日        | 宮川一郎            | 工藤栄一   | 光川環世(おゆき)、神田隆(溝口貞光)、江守徹(日疋裕太郎)、林彰太郎、三島史郎、永田光男、加賀爪芳和、松村康世、寺島雄作、北町史朗、土屋靖雄、前川良三、森源太郎、司京子、森谷譲、天知茂(小川宗順) |
| 16   | 過去のない男        | 1月25日        | 蘇武路夫            | 工藤栄一   | 赤座美代子(お市)、和崎俊哉(仙吉)、金井大(白子屋徳兵衛)、北原義郎(尾方兵庫)、村上不二夫(鬼辰)、岩尾正隆(岡部)、入江慎也、古閑達則、畑中伶一、世羅豊、熊谷武 |
| 17   | 子連れ街道          | 2月1日         | 宮川一郎・ 野波静雄 | 荒井美三雄 | 上屋健一(小山鍈太郎)、富田仲次郎(梅津頼母)、夏目俊二(綿貫兵衛)、海老江寛(黒沢靫負)、波多野博、池田一臣、三島猛、池山心、森源太郎、平河正雄、大月正太郎、壬生新太郎、島田秀雄、森秀人、西内隆司、山田雅秀、松田賢一、浜木綿子(おゆう)                                                                   |
| 18   | 謎の御用金          | 2月8日         | 宮川一郎            | 荒井美三雄 | 島田順司(城所数馬)、荒牧啓子(お光)、関山耕司(牢名主)、沼田曜一(文次)、守田学哉、山村弘三、伴勇太郎、中西宣夫、大橋壮多、多賀勝、出水憲司、蓑和田良太、疋田泰盛、小田真士、加藤匡志、那須伸太朗、山城新伍(源蔵)                                                                                         |
| 19   | 逃げ出した花嫁      | 2月15日        | 宮川一郎・ 野波静雄 | 松尾正武   | 吉沢京子(綾姫)、柴田侊彦(光太郎)、外山高士(城代勘解由)、春日俊二、大木晤郎、山本一郎、古川ロック、市川男女之助、八代郷子、滝譲二、林三恵、宮城幸生、木谷邦臣、淡路康、江原政一、有島淳平、千代田進一、前川利江子、内藤康夫、芦屋雁之助(善造)                                                           |
| 20   | 落日の決斗          | 2月22日        | 高橋稔              | 斎藤武市   | 中山麻里(あかね)、堀越光恵(おしの)、加賀邦男(二階堂玄蕃)、有川正治(一色半兵衛)、小山源喜(甚五兵衛)、志摩靖彦、宇崎尚韶、宮川龍児、浜田雄史、比嘉辰也、三上真一郎(郷原猪十郎) |
| 21   | 黒い罠              | 3月1日         | 高岩肇              | 斎藤武市   | 武原英子(お美代)、原健策(弥兵衛)、寺島達夫(清次)、中田博久、高木均、神戸瓢介、川浪公次郎、小田真士、美川玲子、壬生新太郎、遠山金次郎、前川良三、松本泰郎、川谷拓三、村居京之輔、村田玉郎、泉好太郎、遠藤辰雄(泉州屋徳蔵)、玉川良一(うわばみの甚六)                                                     |
| 22   | 愛と憎しみと        | 3月8日         | 野上龍雄            | 田中徳三   | 加賀まりこ(おせい)、伊藤孝雄(大倉玄八郎)、陶隆(長井兵庫)、長島隆一(宇兵衛)、岩田直二、丸平峰子、女屋実和子、市川裕二、宮城幸生、笹木俊志、山下義明、森源太郎、熊谷武、和田昌也、池田謙治、波多野博 |
| 23   | 誇り高き剣          | 3月15日        | 高岩肇              | 田中徳三   | 紅景子(千世)、三島ゆり子(おるい)、成瀬正孝、五味竜太郎、中村錦司、高並功、堀正夫、富永佳代子、山田良樹、有島淳平、疋田泰盛、前川良三、大城泰、大河内宏太郎、藤本秀夫、穂積かや、葉山良二(田村主膳)、中村竹弥(戸倉伊織)                                                                                 |
| 24   | 里隠れの忍者        | 3月22日        | 飛鳥ひろし          | 松尾正武   | 中村英子(弥生)、須賀不二男(山村図書)、潮健児(兵頭角介)、楠本健二(田辺帯刀)、鈴木康弘(越前屋銀兵衛)、広瀬義宣、野村鬼笑、新田章、小柳圭子、福本清三、志茂山高也、土橋勇、橋本房枝、渡瀬恒彦(井上九郎太)                                                                                                 |
| 25   | 野望の城            | 3月29日        | 宮川一郎            | 松尾正武   | 夏八木勲(伊佐山十三郎)、北林早苗(おりん)、内田朝雄(遠藤丹波)、勝部演之(桜木武典)、西山恵子(おみつ)、小田部通麿(牧野主膳)、成瀬昌彦、松田利夫、浜伸二、服部哲治、大矢正利、市川裕二、矢部義章、友金敏雄                                                                                                 |

## 放送局
特記の無い限り全て放送時間は 木曜 20:00 - 20:55、同時ネット。
- フジテレビ
- 北海道文化放送[1]
- 青森テレビ：火曜 14:00 - 14:56[2]
- 秋田テレビ[3]
- 山形テレビ[3]
- 仙台放送[3]
- 福島テレビ：火曜 16:00 - 17:00[4]
- 新潟総合テレビ[5]
- 富山テレビ[6]
- 石川テレビ[6]
- 福井テレビ[6]
- 長野放送[7]
- テレビ静岡[8]
- 東海テレビ[9]

- 関西テレビ[10]
- 山陰中央テレビ[11]
- 岡山放送[12]
- 広島テレビ[12]
- テレビ愛媛[13]
- 高知放送：日曜 16:30 - 17:25[13]
- テレビ西日本[14]
- テレビ長崎[14]
- テレビ熊本[14]
- テレビ大分[15]
- テレビ宮崎[16]
- 鹿児島テレビ[16]
- 沖縄テレビ[17]

## 備考
- 第10話「姫君の脱出」は、市川雷蔵主演の大映映画・眠狂四郎シリーズ第10作『眠狂四郎 女地獄』（1968年）をほぼリメイクしたものとなっている。映画では伊藤雄之助の演じた役どころを大辻しろ、同じく田村高廣の役を佐々木剛、高田美和の役を岡田可愛、『女地獄』で悪役を演じた安部徹も出演、この回の脚本と監督も『女地獄』と同じ高岩肇と田中徳三のコンビが手がけた。

## ネット配信
- 2023年4月3日から、YouTube「東映時代劇YouTube」の「据置枠」で第1話・第2話が常時無料配信されている。